# Брейден Шенн
Брейден Шенн (англ. Brayden Schenn; 22 серпня 1991, м. Саскатун, Канада) — канадський хокеїст, центральний/лівий нападник. Виступає за «Сент-Луїс Блюз» у Національній хокейній лізі.
Виступав за «Брендон Віт-Кінгс» (ЗХЛ), «Лос-Анджелес Кінгс», «Саскатун Блейдс» (ЗХЛ), «Манчестер Монаркс» (АХЛ), «Філадельфія Флайєрс», «Адірондак Фантомс» (АХЛ). 
Станом на березень 2023 року в чемпіонатах НХЛ — 846 матчів (237+339), у турнірах Кубка Стенлі — 75 матчів (11+29). 
У складі національної збірної Канади учасник чемпіонатів світу 2014 і 2015 (10 матчів, 4+1). У складі молодіжної збірної Канади учасник чемпіонатів світу 2010 і 2011. У складі юніорської збірної Канади учасник чемпіонату світу 2008.
Брат: Люк Шенн.
Досягнення
- Чемпіон світу (2015)
- Срібний призер молодіжного чемпіонату світу (2010, 2011)
- Переможець юніорського чемпіонату світу (2008)
- Володар Кубка Стенлі (2019)

Нагороди
- Найцінніший гравець (MVP) молодіжного чемпіонату світу (2011)
- Найкращий бомбардир молодіжного чемпіонату світу (2011) — 18 очок
- Найкращий нападник молодіжного чемпіонату світу (2011)
- Трофей Джима Пігготта (2008) — новачок року ЗХЛ